# Autobahnring Zagreb
Der Autobahnring Zagreb (kroatisch: Zaobilaznica Zagreba, Zagrebačka zaobilaznica) ist eine 49 km lange Ringautobahn um die kroatische Hauptstadt Zagreb. Sie dient hauptsächlich zur Abwicklung des städtischen Quell- und Zielverkehrs. Obwohl auf allen kroatischen Autobahnen eine Mautpflicht für alle Fahrzeuge gilt, ist die Zagreber Ringautobahn gebührenfrei befahrbar.

## Planungen
Aufgrund der anhaltend hohen Verkehrsbelastung ist es geplant, die Zagreber Ringautobahn auszubauen. Der Abschnitt Jankomir – Jakuševac soll auf sechs durchgängig befahrbare Fahrstreifen erweitert werden, auf dem Abschnitt Jakuševac – Ivanja Reka soll eine temporäre Standstreifenfreigabe realisiert werden. Durch den Ausbau erhofft sich die Autobahnbetreibergesellschaft HAC einen 50 % höheren Verkehrsdurchfluss.

### Neuer Autobahnring
Es ist geplant, durch einen neuen, ca. 106 km langen Autobahnring das Stadtgebiet von Zagreb weiträumig zu umgehen. Die Ringautobahn soll von der aus dem Westen kommenden A2 abzweigen, die A3, A1 und die A11 kreuzen und im Osten in die A4 übergehen. Sie soll den heutigen Autobahnring entlasten, da der Verkehr auf diesem in Anbetracht der rasanten Entwicklung weiter zunehmen wird. Täglich fahren dort durchschnittlich ca. 55.000 Autos. Berechnungen zufolge soll der neue Autobahnring täglich bis zu 20.000 Autos aufnehmen.
Im Dezember 2010 wurde der Autobahnring in drei Abschnitte unterteilt: Pojatno-Horvati, Horvati-Ivanić Grad und Ivanić Grad-Zelina. Für das Jahr 2011 investierte der größte Autobahnbetreiber HAC 7,6 Mio. HRK (~ 1 Mio. Euro) in die Planung des 106 km langen Autobahnabschnittes. Weitere 10 Mio. HRK wurden 2012 investiert. Von 2013 bis 2016[veraltet] wurden 34 Mio. HRK für die Ausarbeitung der Planungsunterlagen reserviert.
Die Finanzierung spielt eine bedeutende Rolle. Die kroatische Regierung plant, den Autobahnring bis 2018[veraltet] mit Hilfe von Fördermitteln der EU fertigzustellen.